# Cartoblatta speciosa
Cartoblatta speciosa är en kackerlacksart som först beskrevs av Robert Walter Campbell Shelford 1910.  Cartoblatta speciosa ingår i släktet Cartoblatta och familjen storkackerlackor. Inga underarter finns listade.